# W czas wojny (Tetmajer)
W czas wojny – zbiór nowel Kazimierza Przerwy-Tetmajera, opublikowany w 1915. Zawiera tytułowy utwór W czas wojny, składający się z dwóch części U krawca Baczakiewicza w kuchni i Pan Kopciuszyński, jak też utwory Józef Poniatowski, Neftzowie, Chrzciny, Polowanie Sablika, Sablikowa śmierć, Wyjście w góry, O Arnoldzie Bocklinie i Pochód księżniczki przez ogród.